# Чаєнциці (Свентокшиське воєводство)
Чаєнциці (пол. Czajęcice) — село в Польщі, у гміні Васнюв Островецького повіту Свентокшиського воєводства.
Населення — 325 осіб (2011).
У 1975-1998 роках село належало до Келецького воєводства.

## Демографія
Демографічна структура на день 31 березня 2011 року:
|          | Загалом | Допрацездатний вік | Працездатний вік | Постпрацездатний вік |
| -------- | ------- | ------------------ | ---------------- | -------------------- |
| Чоловіки | 168     | 44                 | 107              | 17                   |
| Жінки    | 157     | 32                 | 91               | 34                   |
| Разом    | 325     | 76                 | 198              | 51                   |